# Mesothriscus vagans
Mesothriscus vagans är en skalbaggsart som beskrevs av Sharp 1903. Mesothriscus vagans ingår i släktet Mesothriscus och familjen jordlöpare. Inga underarter finns listade i Catalogue of Life.